# Мажгара
Мажгара (Мажгар; чечен. МажгӀара) — хутор в Новолакском районе, являющийся кутаном Новолакского района Дагестана. Входит Новолакское сельское поселение.
Расположен на самой границе с Ножай-Юртовским районом Чеченской Республики, между реками Ярык-су и Акташ, к югу от горы Амир-Корт. Ближайшие населённые пункты: на северо-востоке — село Калининаул, на западе — село Симсир.

## История
В 1883 году Мажгарюрт, имел 56 дворов, в которых проживало 242 человек, нац. — чеченцы, 1 мечеть.
22 ноября 1928 года Мажгарюрт входил в Акташауховский сельсовет Хасавюртовского кантона (включая сёла Акташ-Аух, Бурсун и Юрт-Аух).
Село Мажгара до 1943 года чеченское село, населением более 30 семей. В 1943 году полностью уничтожено войсками НКВД по ложному обвинению в убийстве первого секретаря райкома ВКП(б) Лукина. Село обставлено артиллерией и прямой наводкой обстреляно до тех пор, пока все дома в селе не сгорели, а выжившее жители села Мажгара расселились по ближайшим населённым пунктам и лесам.
В селе Мажгара на средства Регионального общественного фонда имени Героя России Ахмата-Хаджи Кадырова построена новая мечеть.

## Образование
Мажгарская муниципальная начальная школа.